# Pescara Challenger 1990
Il Pescara Challenger 1990 è stato un torneo di tennis facente parte della categoria ATP Challenger Series nell'ambito dell'ATP Challenger Series 1990. Il montepremi del torneo era di $50 000 e si è svolto nella settimana tra il 13 agosto e il 19 agosto 1990 su campi in terra rossa. Il torneo si è giocato a Pescara in Italia.

## Vincitori

### Singolare
Christer Allgårdh ha sconfitto in finale  Germán López Montoya con il punteggio di 4–6, 6–3, 6–4.

### Doppio
Branislav Stankovič /  Richard Vogel hanno sconfitto in finale  Massimo Cierro /  Alessandro De Minicis con il punteggio di 6–3, 6–1.